# Federación Navarra de Atletismo
La Federación Navarra de Atletismo Federado (FNAF) el organismo que gestiona el atletismo en la Comunidad Foral de Navarra.

## Historia
La Federación Navarra de Atletismo se fundó el 9 de enero de 1925.
Actualmente está formada por una Asamblea General compuesta por 27 miembros, que es su órgano máximo de representación, siendo su presidente desde 2016 Rodrigo Domínguez Fernández.
Integra a 22 clubes de atletismo y posee alrededor de 2200 licencias.

## Junta directiva
La junta directa está compuesta por:
- Presidente: Rodrigo Domínguez Fernández.
- Vicepresidente: Jaime Samaniego Jaca y Francisco Hérnandez Rivero.
- Secretario: Vicente Solchaga Los Arcos.
- Vocales: José MIguel de la Rúa Aramburu, Marta Ripoll Calvet, Koldo Solchaga Los Arcos

## Sede
Estadio Larrabide, en la calle Sangüesa N.º 34 de Pamplona.

## Instalaciones deportivas
La cuenta a su disposición con las siguientes instalaciones:
- Estadio Larrabide, en Pamplona.
- Estadio Nelson Mandela, en Tudela.
- Estadio El Soto, en Burlada.
- Pista de la Sociedad Deportiva Lagunak, en Barañáin.
- Pista del Complejo Deportivo Dantzaleku, en Alsasua.